# Uzbrojeni i niebezpieczni
Uzbrojeni i niebezpieczni (ang. Armed and Dangerous) – amerykańska komedia sensacyjna z 1986 w reżyserii Marka L. Lestera. Główne role zagrali John Candy i Eugene Levy.

## Obsada
- John Candy – Frank Dooley
- Eugene Levy – Norman Kane
- Meg Ryan – Maggie Cavanaugh
- Robert Loggia – Michael Carlino
- Kenneth McMillan – kpt. Clarence O'Connell
- Brion James – Anthony Lazarus
- Jonathan Banks – Clyde Klepper
- James Tolkan – Lou Brackman
- Don Stroud – sierż. Rizzo
- John Solari – Dolan
- Robert Burgos – Mel Nedler
- Larry Hankin – Kokolovitch
- Saveli Kramarov – Olaf
- Steve Railsback – kierowca ciężarówki
- Tom Lister, Jr. – Bruno
- K.C. Winkler – Vicki
- Judy Landers – Noreen
- Tony Burton – Cappy
- Bruce Kirby – kapitan policji
- Stacy Keach Sr. – sędzia
- Glenn Withrow – Larry Lupik
- David Wohl – oskarżyciel
- Christine Dupree – tancerka w sexshopie

i inni ...

## Opis fabuły
Policjant Frank Dooley i adwokat Norman Kane tracą pracę. Obaj zapisują się na kurs dla ochroniarzy. Po jego zakończeniu podejmują pracę w agencji ochroniarskiej. Niebawem otrzymują pierwsze zlecenie; zostają stróżami w hurtowni. W czasie pełnienia przez nich obowiązków dokonana zostaje kradzież. Odkrywają, że działalność agencji jest przykrywką dla działalności przestępczej.